# Stimmkreis Kelheim
Der Stimmkreis Kelheim (Stimmkreis 203) ist ein Stimmkreis in Niederbayern. Er umfasst den Landkreis Kelheim.

## Landtagswahl 2023
Zur Landtagswahl 2023 traten folgende Parteien und Direktkandidaten im Stimmkreis Kelheim an und erzielten folgende Ergebnisse:
| Nr. | Direktkandidat       | Partei       | Erststimmen in % | Gesamtstimmen in % | Veränderung der Gesamtstimmen im Vergleich zur Landtagswahl 2018 in % |
| --- | -------------------- | ------------ | ---------------- | ------------------ | --------------------------------------------------------------------- |
| 1   | Petra Högl           | CSU          | 36,9             | 31,2               | - 1,5                                                                 |
| 2   | Daniel Elsner        | GRÜNE        | 8,2              | 8,2                | - 2,8                                                                 |
| 3   | Dennis Diermeier     | Freie Wähler | 23,4             | 31,5               | + 6,9                                                                 |
| 4   | Christian Breu       | AfD          | 17,0             | 15,8               | + 4,3                                                                 |
| 5   | Luisa Haag           | SPD          | 7,0              | 6,1                | - 0,3                                                                 |
| 6   | Eva Keil             | FDP          | 2,7              | 2,3                | - 1,0                                                                 |
| 7   | Mascha Buschwald     | LINKE        | 0,9              | 0,9                | - 1,2                                                                 |
| 8   | Florian Geisenfelder | BP           | 1,5              | 1,2                | - 2,2                                                                 |
| 9   | Ralf Schramm         | ÖDP          | 2,5              | 2,3                | - 0,3                                                                 |
| 10  | -                    | V-Partei³    | -                | 0,2                | + 0,1                                                                 |
| 11  | -                    | dieBasis     | -                | 0,3                | + 0,3                                                                 |

## Wahl 2018
Bei der Landtagswahl 2018 waren im Stimmkreis 88.212 Einwohner wahlberechtigt. Die Wahl hatte folgendes Ergebnis:
| Direktkandidat     | Partei           | Erststimmen in % | Gesamtstimmen in % | Veränderung der Gesamtstimmen im Vergleich zur Landtagswahl 2013 in % |
| ------------------ | ---------------- | ---------------- | ------------------ | --------------------------------------------------------------------- |
| Petra Högl         | CSU              | 35,4             | 33,7               | − 15,7                                                                |
| Harald Unfried     | SPD              | 5,7              | 6,4                | – 10,4                                                                |
| Hubert Faltermeier | Freie Wähler     | 23,8             | 24,6               | + 11,7                                                                |
| Daniel Stephan     | GRÜNE            | 10,5             | 11,0               | + 4,8                                                                 |
| Jake Curtis        | FDP              | 3,4              | 3,3                | – 0,3                                                                 |
| Mirco Kalkkuhl     | LINKE            | 2,2              | 2,1                | + 0,6                                                                 |
| Fritz Zirngibl     | BP               | 3,7              | 3,4                | – 0,2                                                                 |
| Anne Grottengruber | ÖDP              | 2,8              | 2,6                | – 0,4                                                                 |
| -                  | PIRATEN          | -                | 0,2                | – 1,3                                                                 |
| Peter Gebhardt     | AfD              | 11,6             | 11,5               | + 11,6                                                                |
| -                  | mut              | -                | 0,8                | + 0,8                                                                 |
| -                  | Tierschutzpartei | -                | 0,3                | + 0,3                                                                 |
| -                  | V-Partei³        | -                | 0,1                | + 0,1                                                                 |

Neben der erstmals direkt gewählten Stimmkreisabgeordneten Petra Högl (CSU) wurde der Kandidat der Freien Wähler, Hubert Faltermaier, über die Bezirksliste seiner Partei gewählt.

## Wahl 2013
Bei der Landtagswahl 2013 waren im Stimmkreis 86.919 Einwohner wahlberechtigt. Die Wahl hatte folgendes Ergebnis:
| Direktkandidat              | Partei       | Erststimmen in % | Gesamtstimmen in % | Veränderung der Gesamtstimmen im Vergleich zur Landtagswahl 2008 in % |
| --------------------------- | ------------ | ---------------- | ------------------ | --------------------------------------------------------------------- |
| Martin Neumeyer             | CSU          | 53,4             | 49,4               | + 6,1                                                                 |
| Johanna Werner-Muggendorfer | SPD          | 18,0             | 16,7               | − 0,4                                                                 |
| Harald Hillebrand           | Freie Wähler | 8,7              | 12,8               | + 0,5                                                                 |
| Richard Ziegelmeier         | GRÜNE        | 5,3              | 6,2                | − 0,4                                                                 |
| Andreas Fischer             | FDP          | 3,1              | 3,6                | - 6,9                                                                 |
| Michael Schwikowski         | LINKE        | 1,5              | 1,4                | - 1,9                                                                 |
| Annette Setzensack          | ÖDP          | 3,2              | 3,0                | - 0,1                                                                 |
| Brigitte Berger             | REP          | 0,4              | 0,5                | - 0,4                                                                 |
| Wolfgang Rochner            | NPD          | 1,0              | 1,1                | - 0,5                                                                 |
| Fritz Zirngibl              | BP           | 3,8              | 3,7                | + 2,8                                                                 |
| Jan Kastner                 | PIRATEN      | 1,6              | 1,5                | + 1,5                                                                 |

## Wahl 2008
Bei der Landtagswahl 2008 waren 85.120 Einwohner im Stimmkreis wahlberechtigt. Die Wahl hatte folgendes Ergebnis:
| Direktkandidat              | Partei       | Erststimmen in % | Gesamtstimmen in % | Veränderung der Gesamtstimmen im Vergleich zur Landtagswahl 2003 in % |
| --------------------------- | ------------ | ---------------- | ------------------ | --------------------------------------------------------------------- |
| Martin Neumeyer             | CSU          | 43,3             | 43,3               | - 19,4                                                                |
| Johanna Werner-Muggendorfer | SPD          | 19,9             | 17,1               | 0,0                                                                   |
| Richard Zieglmeier          | GRÜNE        | 5,6              | 6,6                | + 1,4                                                                 |
| Thomas Obster               | Freie Wähler | 11,2             | 12,3               | + 6,1                                                                 |
| Andreas Fischer             | FDP          | 10,0             | 10,5               | + 7,4                                                                 |
| Marianne Raab               | REP          | 0,9              | 0,9                | - 1,0                                                                 |
| Ferdinand Hackelsperger     | ödp          | 2,9              | 3,1                | - 0,2                                                                 |
| Hans Georg Rohleder         | BP           | 1,0              | 0,9                | + 0,3                                                                 |
| -                           | BüSo         | -                | -                  | 0,0                                                                   |
| Christian Luhmer            | LINKE        | 3,2              | 3,4                | + 3,4                                                                 |
| Jörg Brunschweiger          | VIOLETTE     | 0,4              | 0,4                | + 0,4                                                                 |
| Wolfgang Rochner            | NPD          | 1,6              | 1,6                | + 1,6                                                                 |